# Blistrup Sogn
Blistrup Sogn er et sogn i Frederiksværk Provsti (Helsingør Stift).
I 1800-tallet var Blistrup Sogn et selvstændigt pastorat. Det hørte til Holbo Herred i Frederiksborg Amt. Blistrup sognekommune blev ved kommunalreformen i 1970 indlemmet i Græsted-Gilleleje Kommune, der ved strukturreformen i 2007 indgik i Gribskov Kommune.
I Blistrup Sogn ligger Blistrup Kirke fra 1140 og Smidstrup Strandkirke fra 1988.
I sognet findes følgende autoriserede stednavne:
- Bakkebjerg (bebyggelse, ejerlav)
- Blistrup (bebyggelse, ejerlav)
- Hesselbjerg (bebyggelse, ejerlav)
- Højelt (bebyggelse, ejerlav)
- Kirkeledshuse (bebyggelse)
- Kolsbæk (bebyggelse, ejerlav)
- Ludshøj (bebyggelse, ejerlav)
- Rågeleje (bebyggelse, ejerlav)
- Smidstrup (bebyggelse, ejerlav)
- Smidstrup Strand (bebyggelse)
- Tuehuse (bebyggelse)
- Udsholt (bebyggelse, ejerlav)
- Udsholt Sand (bebyggelse)
- Udsholt Strand (bebyggelse)